# Raymond Dot
Raymond Dot est un gymnaste français né le 20 décembre 1926 à Puteaux, et mort le 30 juin 2015. Il a été médaillé de bronze au sol et aux barres parallèles aux championnats du monde de 1950 ainsi que cinq fois champion de France du concours général en 1950, 1951, 1953, 1954 et 1957. En 1951, il est consacré par la presse sportive avec l'attribution du titre du "Grand Prix de la presse Sportive". Il a notamment été récompensé par la Fédération des Internationaux du Sport Français par le titre de Gloire du sport.

## Palmarès

### Jeux olympiques
- Londres 1948
  - 4e au sol
  - 4e à la barre fixe
  - 4e au concours par équipes

- Helsinki 1952

- Melbourne 1956

### Championnats du monde
- Bâle 1950
  -  médaille de bronze au sol
  -  médaille de bronze aux barres parallèles

- Rome 1954

- Moscou 1958

### Jeux Méditerranéens
- Alexandrie 1951
  - 7 médailles d'or dont 1 par équipe, et 1 de bronze.

## Distinction
- Grand Prix de la Presse Sportive 1951.